# Electrostar
Az Electrostar a Bombardier Transportation villamos motorvonat  családja. A díjnyertes motorvonat jól bevált termék, amelyből több mint 1600 közlekedik hat Nagy-Britanniai üzemeltetőnél. 2006-ban a Transport for London is Electrostar motorvonatokat rendelt a londoni felszíni (Overground) vonalaira. Az új építésű Gautrain vonalon Dél-Afrikában szintén Electrostar-ok közlekednek majd.
A Bombardier Transportation 30, négykocsis Bombardier Electrostar típusú villamos motorvonat szállítására, valamint ezek 3 éves karbantartására vonatkozó szerződést írt alá a Lloyds TSB-vel és a National Express leányvállalatával, a London Eastern Railways-szel. A megrendelés értéke mintegy 188 millió euró. Az új motorvonatok a Stansted Express vonalán közlekednek majd a Stansted repülőtér és London belvárosa között. A szerződés odaítélése a Közlekedési Minisztérium (DfT) dél-angliai vasútvonalak túlzsúfoltságának csökkentését célzó kampányának részeként történt.
Az új Electrostar motorvonatokat 160 km/h sebességre tervezték, ellátták nagyméretű poggyásztartókkal, utastéri légkondicionálóval, zártláncú kamerahálózattal az utasok biztonságérzetének növelése érdekében, továbbá Wi-Fi rendszerrel az utastájékoztatás valamint a jármű információcseréjének javítása céljából. A járművekbe beépítésre került a nagyvasúti üzemben már bizonyított és kifinomult működésű Electrostar MITRAC hajtás és vezérlési rendszer, amely lehetővé teszi a fékezés közben felszabaduló energia visszatáplálását a hálózatba.
A motorvonatok szállítására 2011. március és június között kerül sor. Az új Electrostar flotta a régebbi Class 317-eseket váltja fel. A Bombardier fogja karbantartani a járműveket az üzemeltető cég ilfordi telephelyén.
A megrendelés kapcsán Colin Walton, a Bombardier Transportation UK elnöke és főképviselője elmondta: “Rendkívül örülünk annak, hogy az Electrostar motorvonatunk köszöntheti a Nagy-Britanniába a Stansted repülőtéren keresztül érkező látogatókat. A díjnyertes Electrostar jármű bizonyítottan magas rendelkezésre állásával, alacsony karbantartás-igényességével és általában a teljesítményével ideális motorvonat választást jelent a nagy-britanniai megrendelők számára. Ez a megrendelés pedig tovább szilárdítja sikeres, hosszú távú kapcsolatunkat a megrendelőnkkel, a National Express-szel.”

## Üzemeltetők
- c2c
- Southeastern
- Southern
- First Capital Connect
- London Overground
- National Express East Anglia

## Típusok
| Sorozat            | Kép | Üzemeltető                     | Forgalomba állás | Darabszám | Áramnem        | Kocsik száma | Ajtó konfiguráció    | Csatolt szerelvények átjárhatósága |
| ------------------ | --- | ------------------------------ | ---------------- | --------- | -------------- | ------------ | -------------------- | ---------------------------------- |
| 357 Electrostar    |     | c2c                            | 1999             | 72        | váltakozó áram | 4            | "Plug" stílus        | Nem                                |
| 375 Electrostar    |     | Southeastern                   | 1999             | 112       | egyenáram      | 3 vagy 4     | "Plug" stílus        | Igen                               |
| 376 Electrostar    |     | Southeastern                   | 2004             | 36        | egyenáram      | 5            | Wider "metro" stílus | Nem                                |
| 377 Electrostar    |     | Southern First Capital Connect | 2002             | 182       | egyenáram      | 3 vagy 4     | "Plug" stílus        | Igen                               |
| 378 Capitalstar    |     | London Overground              | 2009             | 54        | Két áramnem    | 4            | Wider "metro" stílus | Nem                                |
| 379 Electrostar II |     | National Express East Anglia   | 2011             | 30        | váltakozó áram | 4            | "Plug" stílus        | Igen                               |

### Electrostar üzemeltetők
- c2c website (Class 357) (angolul)
- Southern website (Class 377) (angolul)
- Southeastern website (Classes 375/376) (angolul)
- First Capital Connect website (Class 377) (angolul)
- Transport for London website for London Overground (Class 378) (angolul)

### Jövőbeli Electrostar üzemeltetők
- National Express East Anglia (Class 379) (angolul)